# Рудня Маримонова
Рудня Маримонова (бел. Ру́дня Марымо́нава) — деревня в Гомельском районе Гомельской области Республики Беларусь. Административный центр Руднемаримоновского сельсовета.
На юге и западе граничит с лесом.

## География

### Расположение
В 27 км от железнодорожной станции Якимовка (на линии Калинковичи — Гомель), 50 км на юго-запад от Гомеля.

### Гидрография
Через деревню проходит мелиоративный канал, соединённый с рекой Днепр.

## Транспортная сеть
Транспортные связи по просёлочной, затем автомобильной дороге Калинковичи — Гомель. Планировка состоит из 2 разделённых каналом частей: восточной (четыре короткие улицы, которые веером расходятся от канала на восток) и западной (бессистемная застройка вдоль канала). Застройка деревянная усадебного типа. В 1990-93 годах построено 189 кирпичных коттеджей, в которых разместились переселенцы из загрязнённых радиацией мест в результате аварии на Чернобыльской АЭС.

## История
Обнаруженные археологами городища VII—III столетия до н. э., III века до н. э. — II века н. э. раннего железного века и поселение VII века до н. э. — II века нашей эры (в 0,5 км на запад от деревни) свидетельствуют о заселении этих мест с давних времён. По письменным источникам известна с XVIII века как деревня во владении помещицы Володьковой, а после — Хотеновской. С начала 1880-х годов действовал хлебозапасный магазин. Согласно переписи 1897 года располагались: ветряная мельница, круподробилка. Рядом был одноимённый фольварк. В 1909 году 1899 десятин земли, в Дятловичской волости Гомельского уезда Могилёвской губернии.
С 8 декабря 1926 года центр Рудня-Маримоновского сельсовета Дятловичского, с 4 августа 1927 года Гомельского, с 10 февраля 1931 года Лоевского, с 25 декабря 1962 года Речицкого, с 15 января 1964 года Гомельского районов Гомельского округа (до 26 июля 1930 года), с 20 февраля 1938 года Гомельской области. В 1930 году организован колхоз «Смелый», работали паровая мельница, 2 кузницы. Во время Великой Отечественной войны немецкие оккупанты создали в деревне свой гарнизон, который был разгромлен партизанами. В ноябре 1943 года каратели сожгли 87 дворов и убили 87 жителей. В боях за деревню в 1943 году погибли 144 советских солдата (похоронены в братской могиле на южной окраине). 60 жителей погибли на фронте. В 1959 году центр совхоза имени В. А. Некрасова. Расположены средняя школа, клуб, Дом культуры, амбулатория, библиотека, аптека, ветеринарный участок, отделение связи, комплексный приёмный пункт бытового обслуживания населения, швейная мастерская, столовая, 2 магазина, баня, детский сад.

## Население

### Численность
- 2004 год — 291 хозяйство, 803 жителя.

### Динамика
- 1897 год — 66 дворов, 470 жителей (согласно переписи).
- 1909 год — 90 дворов, 732 жителя.
- 1926 год — 144 двора, 853 жителя.
- 1959 год — 364 жителя (согласно переписи).
- 2004 год — 291 хозяйство, 803 жителя.

## Культура
- Дом культуры
- Исторический музей ГУО «Руднемаримоновский ясли-сад—средняя школа» (2000)

## Достопримечательность
- Около деревни городище милоградской культуры и раннего периода зарубинецкой культуы —  Историко-культурная ценность Республики Беларусь, шифр 313В000221.
- Братская могила (1943 г.) —  Историко-культурная ценность Республики Беларусь, шифр 313Д000222.